# ساردوری سوم
ساردوری سوم پادشاه اورارتو بود که از سال ۶۳۹ پیش از میلاد تا سال ۶۳۵ پیش از میلاد حکومت کرد.